# بوشوياراش
بوشوياراش هو احتفال سنوي يقام في موهاكس بالمجر، يرتدي فيه المشاركون أزياء تنكرية ويعزفون الأغاني المحلية ويستمر المهرجان 6 أيام. في 2009م تم إدراجه ضمن قائمة التراث الثقافي غير المادي من قبل اليونسكو.